# Heliotropium giessii
Heliotropium giessii är en strävbladig växtart som beskrevs av M. Friedrich. Heliotropium giessii ingår i Heliotropsläktet som ingår i familjen strävbladiga växter. Inga underarter finns listade i Catalogue of Life.